# Langlois (település)
Langlois (kiejtése: ˈlæŋlɪs) az Amerikai Egyesült Államok északnyugati részén, Oregon állam Curry megyéjében, a 101-es út mentén, az óceántól 3,7 km-re keletre, Gold Beach-től pedig 66 km-re északra, az Új-folyó mellékágát képező Floras-patak partján elhelyezkedő statisztikai- és önkormányzat nélküli település. A 2010. évi népszámláláskor 177 lakosa volt. Területe 3,69 km², melynek 100%-a szárazföld.
A település nevét William Langlois telepesről kapta. Az 1860-as népszámláláskor használatos kiejtéshez igazodva a Port Oxford Precint 110. oldalán a település neve fonetikusan „Langless” (kiejtése: ˈlæŋləs) néven szerepel;  a lakosok többsége a közösséget a manapság is ezen a néven említi.

## Népesség
A 2010-es népszámláláskor  177 lakója, 97 háztartása és 49 családja volt. A népsűrűség 48 fő/km2. A lakóegységek száma 109, sűrűségük 29,5 db/km2. A lakosok 97,2%-a fehér,  0,6%-a indián, 1,1%-a ázsiai,  0,6%-a egyéb, 0,6%-a pedig kettő vagy több etnikumú. A spanyol vagy latino származásúak aránya 3,4% (1,1% mexikói, 2,3% Puerto Ricó-i,  )
A háztartások 15,5%-ában élt 18 évnél fiatalabb. 37,1% házas, 8,2% egyedülálló nő, 5,2% egyedülálló férfi, 49,5% pedig nem család. 45,4% egyedül élt; 21,6%-uk 65 éves vagy idősebb. Egy háztartásban átlagosan 1,82 személy élt; a családok átlagmérete 2,43 fő.
A medián életkor 54,1 év volt. Lakóinak 14,7%-a 18 évesnél fiatalabb, 2,3% 18 és 24 év közötti, 13,6%-uk 25 és 44 év közötti, 40,6%-uk 45 és 64 év közötti, 27,1%-uk pedig 65 éves vagy idősebb. A lakosok 49,7%-a férfi, 50,3%-a pedig nő.

## Fordítás
Ez a szócikk részben vagy egészben  a   Langlois, Oregon című angol Wikipédia-szócikk ezen változatának fordításán alapul.  Az eredeti cikk szerkesztőit annak laptörténete sorolja fel. Ez a jelzés csupán a megfogalmazás eredetét és a szerzői jogokat jelzi, nem szolgál a cikkben szereplő információk forrásmegjelöléseként.